# Niphobolus rasamalae
Niphobolus rasamalae là một loài dương xỉ trong họ Polypodiaceae. Loài này được Giesenh. mô tả khoa học đầu tiên năm 1901.
Danh pháp khoa học của loài này chưa được làm sáng tỏ. 